# Hoplocorypha nigra
Hoplocorypha nigra es una especie de mantis de la familia Thespidae.

## Distribución geográfica
Se encuentra en el Congo.